# قطعنامه ۱۲۲۵ شورای امنیت
قطعنامه ۱۲۲۵ شورای امنیت سازمان ملل متحد که در تاریخ ۲۸ ژانویه ۱۹۹۹ تصویب شد، سندی بین‌المللی دربارهٔ بررسی وضعیت گرجستان است. این قطعنامه طی نشست ۳۹۷۲ام با ۱۵ رای موافق، ۰ مخالف و ۰ ممتنع تصویب شد.